# Phalanger carmelitae
Phalanger carmelitae é uma espécie de marsupial da família Phalangeridae. Endêmica da ilha de Nova Guiné.